# Kočani Orkestar
Kočani Orkestar (prononcer Kotchani) est un groupe macédonien de musique balkanique.

## Origines
Il est originaire de Kočani, petite ville de Macédoine du Nord, près de la frontière bulgare. 
Le premier orchestre créé pour se lancer dans une carrière internationale a été fondé par Naat Veliov et Stéphane Karo. Il était exclusivement composé de musiciens Roms de cette petite ville de montagnes. Littéralement l’orchestre de Kocani.
À la chute de l'Empire ottoman, beaucoup de groupes sociaux et de cultures différentes installées dans le sud de l'Europe alors sous la domination du divan ont été déplacés ou se sont exilés entre autres vers la Turquie. Certains sont restés sur place, tel une grande partie des Slaves islamisés, certaines minorités dont les Pomaks, les Albanais et les tsiganes (en partie de religion orthodoxe et, en plus grand nombre, convertis à l'islam chiite, fidèles à la philosophie soufie largement répandue dans les Balkans et une grande partie du Caucase).
Ces familles tsiganes exerceront alors naturellement, de manière professionnelle, la plupart des métiers peu pratiqués par les sédentaires macédoniens, dont celui de musicien. Liés à la fois à leurs traditions et peu à peu aux exigences des traditions de leurs hôtes, ils développeront une musique hybride, orientalisante de par ses sources, alliée à une rigueur plus occidentale :  l’emploi d’instruments tempéré avec une prédilection pour les instruments à vent, modernisés et amélioré sans cesse par les facteurs d’instruments de l’empire voisin, celui des Habsbourg. Par l’introduction de codes plus rigoristes de la musique dite savante, le chiffrage allemand et l’harmonie. Cette nouvelle donne fut bien vite suivie par les traditions autochtones, musiques rituelles diverses liées aux saisons et au travail de la terre. Fêtes, fiançailles, mariages, circoncisions et enterrements évolueront peu à peu vers une musique plus construite, suivant les goûts et les modes venant de villes plus importantes. C'est parmi ces familles de tsiganes que s'est développé ce modèle de fanfare, également appelé « Blek music ». 
Avant l’introduction commerciale du gramophone et ensuite de la radio, les orchestres de ce type pullulaient aux abords des agglomérations, et de nombreux grands musiciens ou chefs d’orchestre, appelés aussi « kapelnik » (mot désignant le chef d’orchestre, signifiant originellement « maître de chapelle »), ont eu leurs heures de gloire. La famille Veliov en faisait partie, au même titre que beaucoup d’autres.

### Biographie
À l'origine, il s’appelait le « Duvački Orkestar ». Il est fondé et dirigé par Ahmed Veliov (appartenant à une famille itinérante qui se fixe à Kočani en 1913), puis par son fils Hikmet, qui a lui-même cédé la position de première trompette à son fils Naat Veliov à la fin des années 1970. Le groupe appelé ‘Kocani Orkestar’ est une des premières fanfares à se faire connaître internationalement, notamment grâce au succès rencontré par le film d’Emir Kusturica ‘Le temps des gitans’ et par l’engouement du public européen pour ces nouvelles sonorités balkaniques découvertes après la chute des républiques socialistes de l’Est européen, mais surtout après la sortie de l’excellent premier album L’Orient est rouge, enregistré à Skopje dans les locaux de la télévision macédonienne en 1997. Produit sur le label Crammed Discs par le Belge Stéphane Karo (manager et producteur du Taraf de Haïdouks et du Mahala Raï Banda) et Vincent Kenis (l'ingénieur attitré de la maison de disque Crammed Discs), cet album fera forte impression et permettra à l’orchestre de se lancer dans une tournée internationale. Le groupe participe en 2000 au World Music Festiv'Alpe de Château-d'Œx dans le canton de Vaud en Suisse romande.
Cependant, à l’automne 1999, à la suite de désaccords sur les choix musicaux, la production et la répartition des dividendes entre le chef d’orchestre, les producteurs et les musiciens, Naat Veliov décide, sans conciliation avec les autres partenaires de cette aventure, de vendre son nouvel album (Gypsy Mambo) au label turc Dünya Muzik. C’est la rupture, Naat veut moderniser le répertoire et prend la décision d’y introduire boîte à rythmes et séquenceur ; les producteurs veulent conserver l’originalité de l’orchestration sans s’opposer à une approche plus moderne du répertoire. Le groupe se scinde : Naat, avec la majeure partie des musiciens, complétera son orchestre par des membres de sa famille. Ismail Saliev fera de même pour compléter le reste du groupe qui en conservera le nom, dans le but de ne pas perdre la visibilité acquise durant ces deux années et demie de travail.
Naat se retrouve donc dans la curieuse impossibilité de se produire sous le nom de Kocani Orkestar, déposé par Divano Production qui propose à Naat, excellent trompettiste, de se trouver un nouveau nom. Il renomme alors sa formation King Naat Veliov and the Original Kočani Orkestar. C’est autour d’Ismail Saliev, resté fidèle au premier Kocani Orkestar avec son frère Mendu (qui rejoindra ensuite le groupe de Naat), et deux nouveaux venu (Djeladin Demirov, clarinettiste), que se reforme alors le groupe qui intègre également, autour des instruments de fanfares, un jeune chanteur, Ajnur Azizov, sur l’album Alone At My Wedding. Sur leur dernier album (The Ravished Bride, sorti en octobre 2008), la formation change à nouveau. À la suite du décès d’Ismail Saliev (en janvier 2008), d’autres musiciens entrent dans l’orchestre, et l’accordéoniste d’origine, Vinko Stefanov, proposé au départ par les producteurs à Naat, réintègre la formation (qui dans l’ensemble est passée à la génération suivante).
La musique du Kočani, appelée « romska orientalna muzika » (musique orientale rom), ne cache pas ses origines orientales. En effet l'histoire des fanfares balkaniques vient de l'imitation des orchestres militaires turcs (mehter) durant l'occupation ottomane du XIXe siècle. Avec une énergie toujours intacte, ce groupe de musiciens macédoniens est, avec la fanfare roumaine Ciocarlia et la fanfare serbe de Boban Marković, le grand représentant de la tradition des fanfares balkaniques.

## Discographie

### Kočani Orkestar

#### Nouvelle formation actuelle
- 2012 : Romeo Scaccia meets Kočani Orkestar avec Romeo Scaccia
- 2011 : Band of gypsys 2 avec Taraf de Haïdouks
- 2008 : The Ravished Bride

#### Formation avec Saliev Ismail
- 2005 : Kočani Orkestar meets Paolo Fresu & Antonello Salis, Live
- 2002 : Alone at my Wedding
- 2001 : Ulixes (avec Harmonia Ensemble)
- 2001 : collaboration sur Band of Gypsies du Taraf de Haïdouks

#### Formation initiale avec Naat Veliov
- 1999 : Gypsy Mambo
- 1998 : L'Orient est rouge
- 1994 : Kočani Orkestar, une Fanfare Tsigane/a Gypsy Brass Band

### King Naat Veliov & the Original Kočani Orkestar
- 2003 : Live in Concert
- 2002 : Gypsy folies
- 2000 : Cigance
- 1999 : A Gypsy Brass Band

## Membres

### Kočani Orkestar
- Ajnur Azizov : voix
- Durak Demirov : saxophone qui décide rapidement de quitter l'orchestre pour s'occuper de ses rizières.
- Djeladin Demirov : clarinette & voix
- Turan Gaberov : trompette, remplacé par Nebi Kanturski
- Shukri Kadriev : trompette, remplacé par Sercuk Alimov
- Vinko Stefanov : accordéon
- Redzai Durmisev : tuba, remplacé par Suad Asanov
- Shukri Zejnelov : tuba
- Nijazi Alimov : tuba
- Suad Asanov : tuba basse, remplacé par Bilent Ashmedov
- Saban Jasarov : tapan, remplacé par Enis Alimanovski
- Delir Shakirov : voix

### King Naat Veliov & the Original Kočani Orkestar
- Naat Veliov : trompette
- Hikmet Veliov : tuba
- Orhan Veliov : trompette
- Ali Memedovski : derbuka
- Dalkran Asmetov : tuba
- Redzaim Juseinov : tapan
- Elsan Ismailov : saxophone

### Kočani Orkestar a gypsy brass band
- Naat Veliov : trompette
- Vinko Stefanov: accordéon
- Erol Asimov: saxophone
- Ismail Ismailov tapan, derbuka
- Violeta Filipova: chant
- Orhan Veliov: trompette
- Mendu Saliev: baryton
- Dalkran Asmetov : baryton
- Sadedin Durmisov: baryton
- Estan Amedov: tuba basse